# Hana Novotni Kašić
Hana Novotni Kašić est une joueuse franco croate de volley-ball née le 5 juin 1992 à Zagreb. Elle mesure 1,80 m et joue passeuse. Elle est la fille de Mladen Kašić actuel entraineur de Kamnik volley ball et la sœur de Fran Novotni Kašić jeune joueur également de Nice Volley-Ball. 

## Clubs
| Club                            | Pays   | De        | À         |
| ------------------------------- | ------ | --------- | --------- |
| ES Le Cannet-Rocheville         | France | 2010-2011 | 2010-2011 |
| SES Calais                      | France | 2011-2012 | 2012-2013 |
| Quimper Volley 29               | France | 2013-2014 | 2013-2014 |
| Amiens Longueau Métropole VB    | France | 2014-2015 | 2015-2016 |
| AS Saint-Raphael VB             | France | 2016-2017 | 2016-2017 |
| Sens Olympique club Volley-Ball | France | 2017-2018 | 2017-2018 |
| Volley Club harnésien           | France | 2018-2019 | 2018-2019 |
| Volley Ball Stade laurentin     | France | 2018      | ...       |

## Palmarès
- Coupe de France
  - Finaliste : 2011, 2013